# Dinnyés Ferenc
Dinnyés Ferenc (Budapest, 1886. május 24. – Szeged, 1958. április 18.) magyar festő, Dinnyés Éva (1916–2001) szobrász- és keramikusművész apja.

## Pályája
Dinnyés Károly és Wacha Franciska gyermekeként született. 1907 és 1910 között a Magyar Képzőművészeti Főiskolán tanult, mesterei Ferenczy Károly és Hegedűs László voltak. 1910 környékén Párizsba ment tanulmányútra, itt elsősorban Van Gogh és a Fauve-ok művészete gyakorolt rá nagy hatást. Hazatérése után a nagybányai művésztelepen is tanult, 1919-től pedig Szegeden dolgozott. Az 1910-es évektől állított ki rendszeresen, alkotásait a bécsi Sezessionban is bemutatták. 1927-ben nagyobb gyűjteménnyel szerepelt a Nemzeti Szalonban. Egyéni kiállítása volt a szegedi Móra Ferenc Múzeumban 1956-ban, 1958-ban pedig ugyanitt a szegedi művészek retrospektív tárlatán szerepel. 1968-ban emlékkiállítást rendeztek képeiből a Magyar Nemzeti Galériában. Festményei közül több is megtalálható a szegedi Móra Ferenc Múzeumban.
Felesége Bálinth Borbála volt, Bálinth Gergely és Simó Klára lánya, akivel 1913. november 16-án Budapesten, a Józsefvárosban kötött házasságot.

## Kiállításai

### Egyéni kiállítások
- 1956 • Móra Ferenc Múzeum Képtára, Szeged
- 1968 • Magyar Nemzeti Galéria, Budapest • Móra Ferenc Múzeum Képtára, Szeged (gyűjteményes kiáll., kat.)
- 1973 • Sajtóház Klubja, Szeged
- 1986 • Móra Ferenc Múzeum, Szeged (gyűjteményes kiáll., kat.).

### Válogatott csoportos kiállítások
- 1958 • Szegedi művészek retrospektív tárlata, Móra Ferenc Múzeum Képtára, Szeged.

## Művei közgyűjteményekben
- Móra Múzeum, Szeged